# Piuskirche (Meggen)

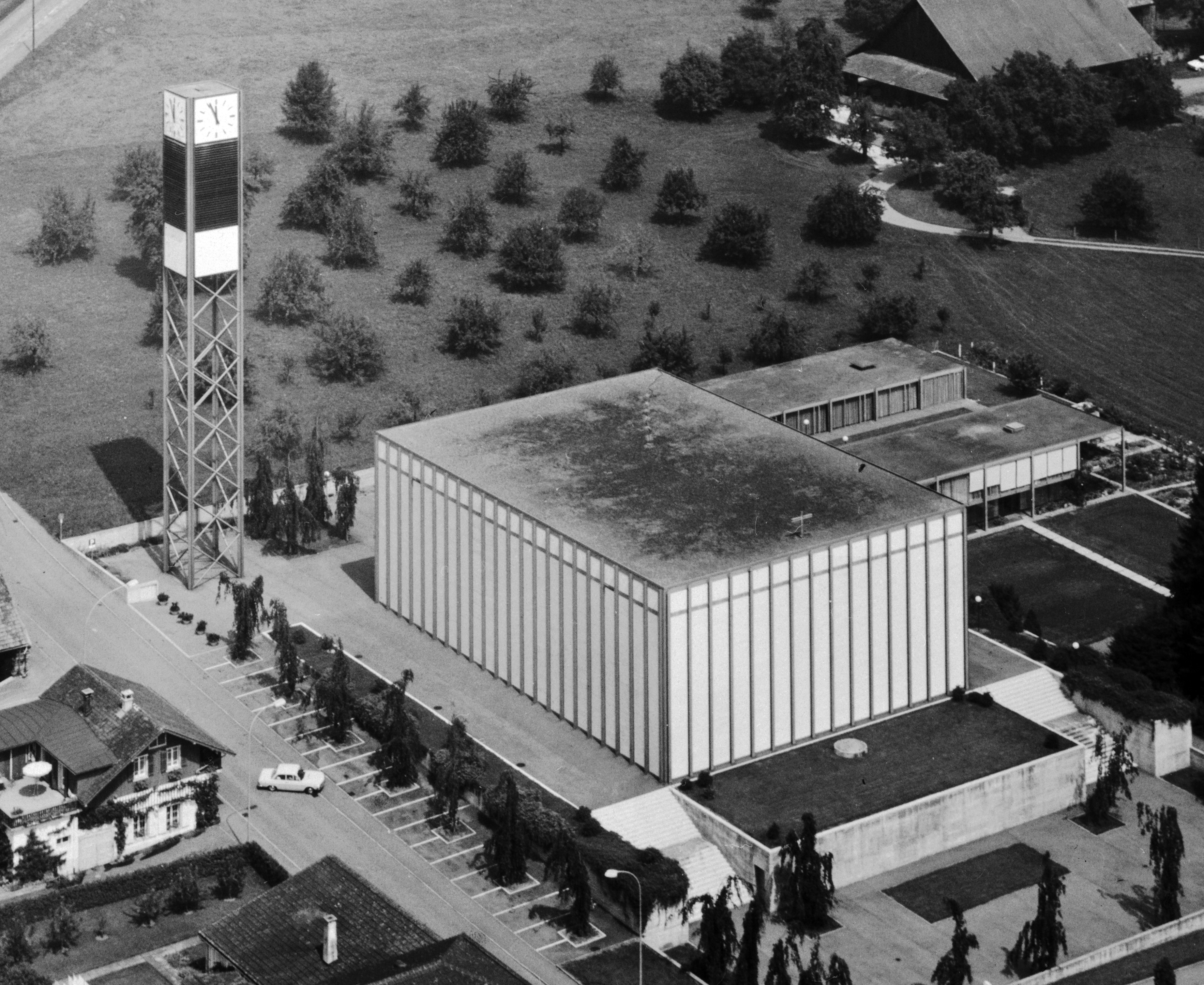
Piuskirche in Meggen, Luftbild 1971

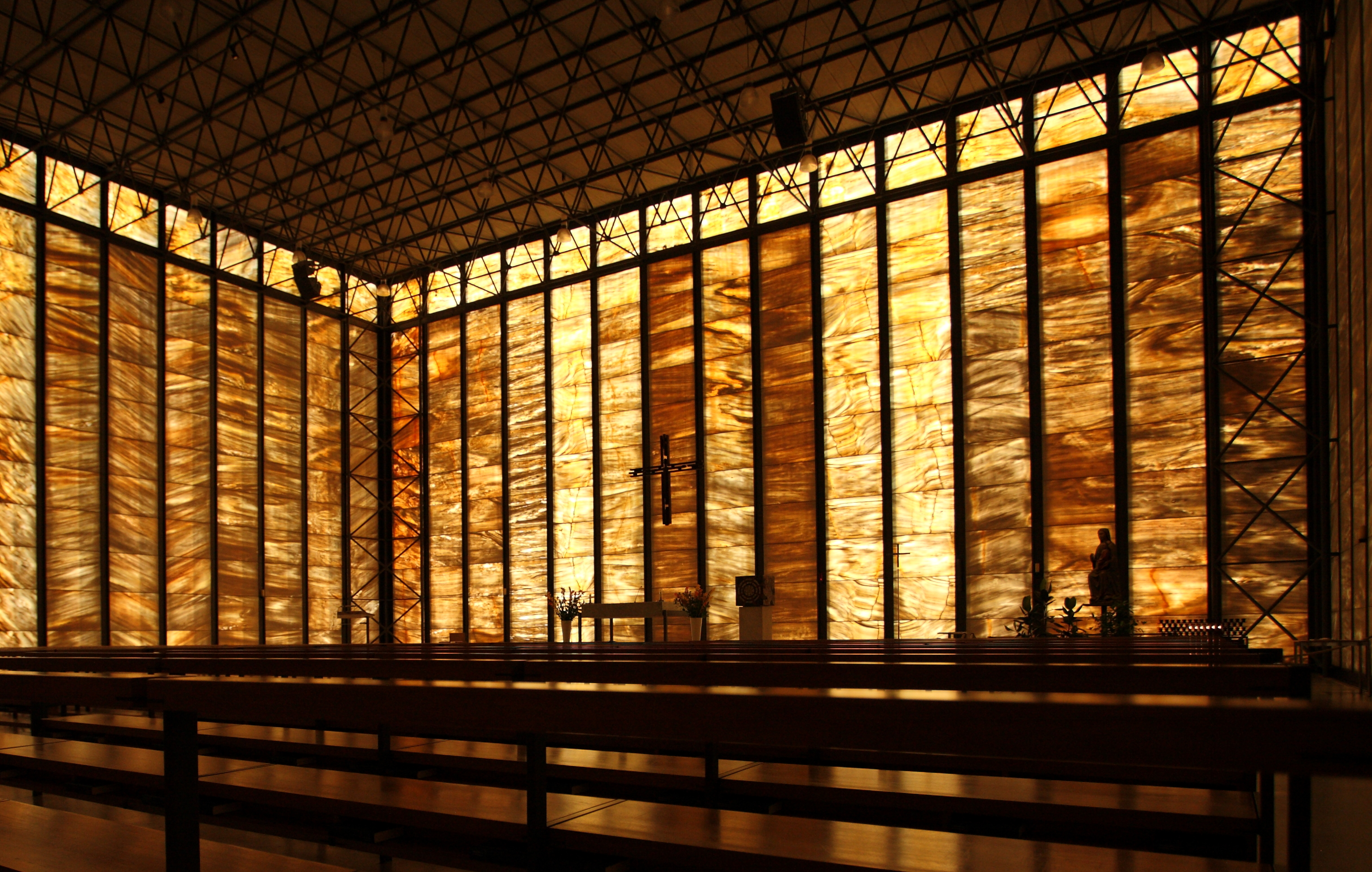
Piuskirche innen

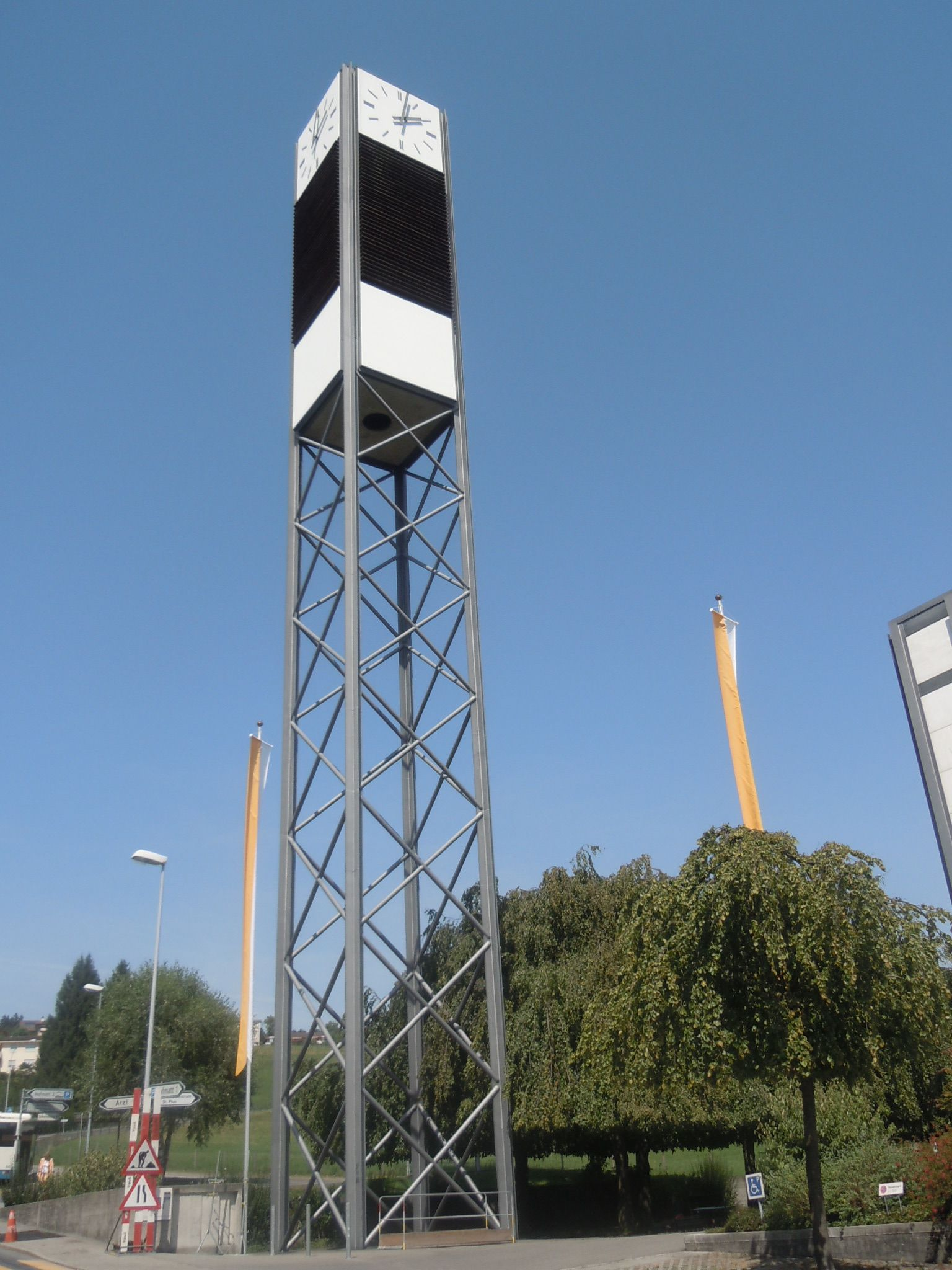
Piuskirche, Kirchturm

Die Piuskirche in Meggen LU ist eine römisch-katholische Pfarrkirche und Hauptgebäude eines Gemeindezentrums der Pfarrei Meggen, zu dem auch ein Pfarrheim und eine Pfarrwohnung gehören. Sie wurde in den Jahren 1964 bis 1966 nach Plänen des Schweizer Architekten Franz Füeg erbaut. Am 26. Juni 1966 weihte der Basler Bischof Franziskus von Streng die Kirche, die unter dem Patrozinium von Papst Pius X. steht. Die Gesamtkosten für das Pfarrzentrum betrugen 4,4 Mio. Franken. Sanierung und Umbaumassnahmen in den Jahren 1994 bis 1996 kosteten 4 Mio. Franken. Die Kirche ist im Schweizer Kulturgüterverzeichnis als «Kulturobjekt von nationaler Bedeutung» gelistet.

## Beschreibung
Neben einem Kubus von 13 Meter Höhe, der in einem Rastermass von 1,68 × 1,68 m entworfen wurde, steht frei der 40 Meter hohe Glockenturm, wie das Tragwerk des Kirchenbaus aus Stahl. Das Kirchengebäude zeichnet sich dadurch aus, dass es keine Fenster hat – die Aussenwände zwischen den Stahlstützen bestehen aus 888 Platten aus griechischem Marmor mit einer Dicke von 28 mm, die transluzent sind und dadurch den Innenraum belichten. Der oberste Kranz aus Marmorplatten und die Marmor-Füllungen der Türen sind nur 20 mm dick und wirken somit – von innen – heller. Von aussen wirkt das Gebäude fahlweiss bis bläulich, innen ist der Farbeindruck des Lichtes ockergelb bis leuchtend orange, wobei die jeweiligen Aussenlichtverhältnisse für den unterschiedlichen Farbeindruck eine Rolle spielen.
Der Kirchenraum steht auf einem Sockel, der das leicht abfallende Gelände ausgleicht. Hier ist eine Kapelle untergebracht, die der heiligen Theresia vom Kinde Jesu geweiht ist.
Im hinteren Bereich des rechteckigen Kirchensaals steht frei eine massive Empore aus Beton, unter der sich ein Durchgang zum Kirchenraum, die Sakristei und ein Stuhllager befinden. Die Empore trägt die Orgel mit 35 Registern auf drei Manualen und Pedal, die 1969 von der Orgelbau Graf AG aus Sursee eingebaut und 2001 generalüberholt wurde mit geringfügigen Veränderungen in der Disposition. Die letzte Revision wurde 2023 von der Erbauerfirma durchgeführt. 
Im Turm hängen fünf Kirchenglocken, die 1964 von Karl Czudnochowsky in Erding bei München gegossen wurden.
| Glocke    | 1              | 2                  | 3                 | 4                 | 5          |
| --------- | -------------- | ------------------ | ----------------- | ----------------- | ---------- |
| Name      | Christusglocke | Muttergottesglocke | Papst-Pius-Glocke | Schutzengelglocke | Taufglocke |
| Schlagton | cis′           | e′                 | fis′              | gis′              | h′         |